# Jákup Joensen
 Der er for få eller ingen kildehenvisninger i denne artikel, hvilket er et problem. Du kan hjælpe ved at angive troværdige kilder til de påstande, som fremføres i artiklen.

Jákup Joensen (født 21. september 1929 i Sumba, død 8. januar 2016 i Vágur), også kaldt Jákup í Lopra, var en færøsk forretningsmand og politiker (SB).
Han voksede op i Sumba på Suðuroy som søn af fisker Poul Sofus Joensen og husmor Paula Sofie Joensen. Han tog studentereksamen fra 1950, skippereksamen 1953 samt styrmands- og skibsførereksamen i 1956.
En stor del af sit liv tilbragte Joensen som skipper og skibsreder i Lopra. Til rederiet hørte flere trawlere, som havde det til fælles at navnene sluttede på «borg». Skibene var bygget i Sunnmøre og i Færøerne. Joensen fik bygget sin første trawler, «Akraborg», i Sunnmøre i 1961. 1977 gik han sammen med flere andre redere om at bygge fiskemodtagerskibet Polarfrost i Vágur. 1985 købte han Hotel Føroyar i Tórshavn. Trawlerne, fiskemodtagerskibet og hotellet blev solgt under Finanskrisen på Færøerne 1989–1995 tidlig i 1990-årene, hvor Joensen tabte store værdier. Blandt Joensens seneste foretagender var Kirvi i Lopra, som sælger kildevand fra Suðuroy i store plastbeholdere og senere også i halvliter plastflasker. Foretagenet blev etableret i 2010 og blev solgt til nye ejere i 2012. Det fik navn efter det 236 meter høje fjeld Kirvi ved Lopra.
Joensen var medlem af kommunebestyrelsen i Sumba i nogle år, senere blev han valgt til Lagtinget for Suðuroy fra 1994 til 1998. De seneste år af sit liv boede han på plejehjemmet Hamragarður i Vágur.